# Statue bouddhiste Myogilsang
 (juillet 2020).
Si vous disposez d'ouvrages ou d'articles de référence ou si vous connaissez des sites web de qualité traitant du thème abordé ici, merci de compléter l'article en donnant les références utiles à sa vérifiabilité et en les liant à la section « Notes et références ».
La statue bouddhiste Myogilsang est un bodhisattva sculpté situé dans la falaise de Grand Miruk dans la vallée de Manphok, dans le Kumgang intérieur, en Corée du Nord. Datant de la période de Goryeo, il mesure 15 mètres de haut et 9,4 mètres de large. La statue faisait autrefois partie d'un plus grand temple dédié à Manjushri (le Bodhisattva de la sagesse) qui a été dévasté à la fin de la période Joseon, ne laissant que la sculpture. Une peinture datée de 1768 au Musée national de Corée à Séoul montre la sculpture à l'intérieur du temple.
C'est la plus grande image de pierre bouddhiste de Corée.
La statue a été visitée par 150 touristes en 2007 dans le cadre d'un projet pilote visant à ouvrir la zone au tourisme en provenance de Corée du Sud.